# Robert Picardo
Robert Alphonse Picardo (nascut el 27 d'octubre de 1953) és un actor estatunidenc. És conegut sobretot per interpretar el Doctor a Star Trek: Voyager. També va aparèixer com a Richard Woolsey a la franquícia Stargate, el Cowboy a Innerspace, l'entrenador Cutlip a The Wonder Years i el capità Dick Richard a la sèrie China Beach de l'ABC. És un col·laborador freqüent de Joe Dante i és membre del consell d'administració de The Planetary Society.

## Primers anys
Picardo va néixer a Filadèlfia, Pennsilvània, fill de Joe Picardo. Robert és d'ascendència italiana, ja que la família del seu pare és originària de Montecorvino Rovella, Salern, i els pares de la seva mare són originaris de Bomba als Abruços. Es va graduar a la William Penn Charter School el 1971 i va entrar originalment a la Universitat Yale com a estudiant de premedicina, però va optar per la interpretació. Es va graduar amb una llicenciatura en teatre a Yale.
Picardo és un cantant consumat. Mentre era a la Universitat Yale, va ser membre de la Society of Orpheus and Bacchus, el segon grup a cappella de grau superior més antic dels Estats Units. A més, mentre era a Yale, va tenir un paper important a la producció europea de l'òpera "Mass" de Leonard Bernstein a Viena el 1973, dirigida per John Mauceri. La producció va ser televisada per l'ORF i emesa per la PBS durant la dècada de 1970. El seu cant també es va incorporar al seu paper a  Star Trek: Voyager.
Després d'obtenir el títol, es va matricular al taller de teatre professional Circle in the Square. Va servir taules durant uns anys fins que la seva obra teatral va començar a enlairar-se cap al 1976. Els seus primers èxits van ser apareixent a l'obra de teatre de David Mamet Sexual Perversity in Chicago, i amb Diane Keaton a The Primary English Class.

## Carrera

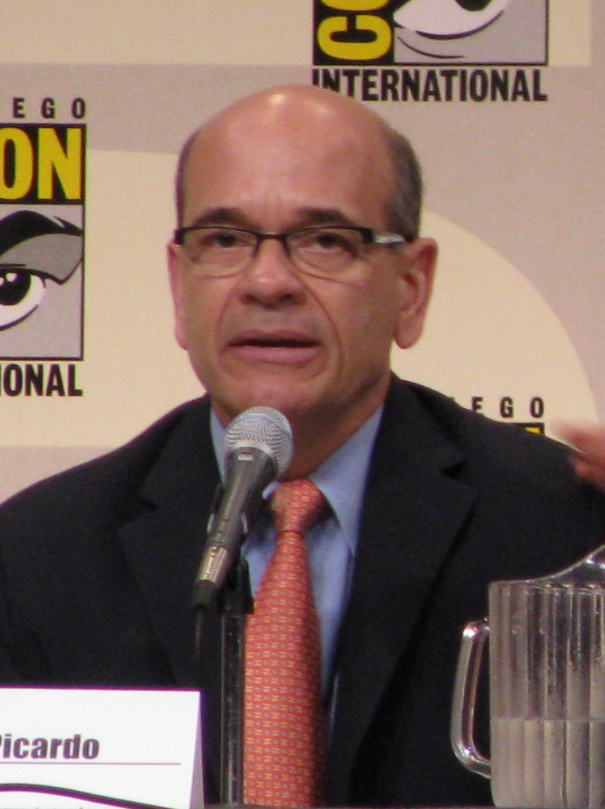
Picardo al ComicCon, 2008.

El 1977, Picardo va debutar al Broadway, apareixent a Gemini (1977) i Tribute (1978).
A la televisió, Picardo va aparèixer a Kojak en un episodi de 1977 i a Taxi en un episodi de 1979. Va debutar al cinema com a Eddie Quist, l'home llop assassí en sèrie a la pel·lícula de Joe Dante Udols (1981). També va tenir un paper recurrent a la comèdia de situació Alice i va interpretar un metge en un episodi de The Golden Girls.
Va interpretar diversos papers a la pel·lícula de ciència-ficció familiar de Dante Explorers (1985), i més tard va aparèixer a Innerspace (1987), The 'Burbs (1989), Gremlins 2: la nova generació (1990), Matinée (1993), Small Soldiers (1998) i Looney Tunes: Back in Action (2003). Picardo sovint interpreta papers sota capes de làtex protètic, havent interpretat també la Meg Mucklebones, que habita al pantà, a la pel·lícula de Ridley Scott Legend. També va tenir un petit paper com a director de funerals a la pel·lícula de John Landis, "Amazon Women on the Moon". Picardo també va interpretar la veu i la cara del robòtic Johnny Cab a "Desafiament total".
Durant les temporades de televisió de 1988 a 1991, Picardo va aparèixer simultàniament a la sèrie d'ABC Vietnam "China Beach" en el paper del Dr. Dick Richard, i a la sèrie d'ABC "The Wonder Years" en el paper de l'entrenador Cutlip. És un dels pocs actors de televisió que van aconseguir destacar en dues sèries de televisió alhora.
El 1993, Picardo va tenir un breu paper com a Joe "the Meat Man" Morton, un carnisser i veí del personatge de Tim Allen a la comèdia de situació "Home Improvement". També va aparèixer en un episodi de ER el 1995 com a Abraham Zimble (temporada 2 - Episodi 6, "Days Like This"). Aquell mateix any, va posar la veu a Pfish en dos curtmetratges de Pfish & Chip, com es va veure al programa de Cartoon Network What-A-Cartoon! Show.

### Star Trek
De 1995 a 2001, va interpretar el paper de Holograma Mèdic d'Emergència (EMH) a la sèrie de televisió Star Trek: Voyager. Abans de ser acceptat per a aquest paper, Picardo va fer una audició inicial per al paper de Neelix. Més tard també va dirigir dos episodis. En una línia de temps alternativa de la sèrie, el seu personatge finalment va triar el nom "Joe", pel nom de l'avi de la seva dona i el propi pare de Picardo.
Va interpretar còpies addicionals del paper de l'EMH a la pel·lícula de 1996 Star Trek: First Contact i a l’episodi de Star Trek: Deep Space Nine de 1997 "Doctor Bashir, I Presume?". També va interpretar el Dr. Lewis Zimmerman, el creador de l'EMH, en episodis de Deep Space Nine i Voyager.
El 2002, Picardo va escriure The Hologram's Handbook, publicat per Pocket Books.
El 2007 i el 2008, Star Trek: The Music va ser una gira multiciutat en què va actuar amb John de Lancie. Picardo i de Lancie van narrar al voltant de l'actuació orquestral, explicant la història de la música de Star Trek.
El 2015, Picardo va tornar a interpretar el paper del Dr. Lewis Zimmerman a l'episodi pilot de la sèrie de fans Star Trek: Renegades.
El 2024, va tornar a interpretar el paper de l'EMH a la segona temporada de Star Trek: Prodigy, i també havia d'aparèixer com el Doctor a la propera sèrie Star Trek: Starfleet Academy'.

### Stargate
El 2004, va començar a interpretar el paper recurrent de Membre de l'Assessorament Internacional de Supervisió Richard Woolsey tant a Stargate SG-1 com a Stargate Atlantis. La seva primera aparició en aquestes sèries va ser a l'episodi de Stargate SG-1 "Herois (Part 2)".
El 5 de febrer de 2008, es va anunciar que Picardo s'uniria al repartiment regular de Stargate Atlantis a temps complet per a la cinquena i última temporada de la sèrie. Va assumir el paper de comandant de la missió de l'Expedició Atlantis.

### Darrers anys

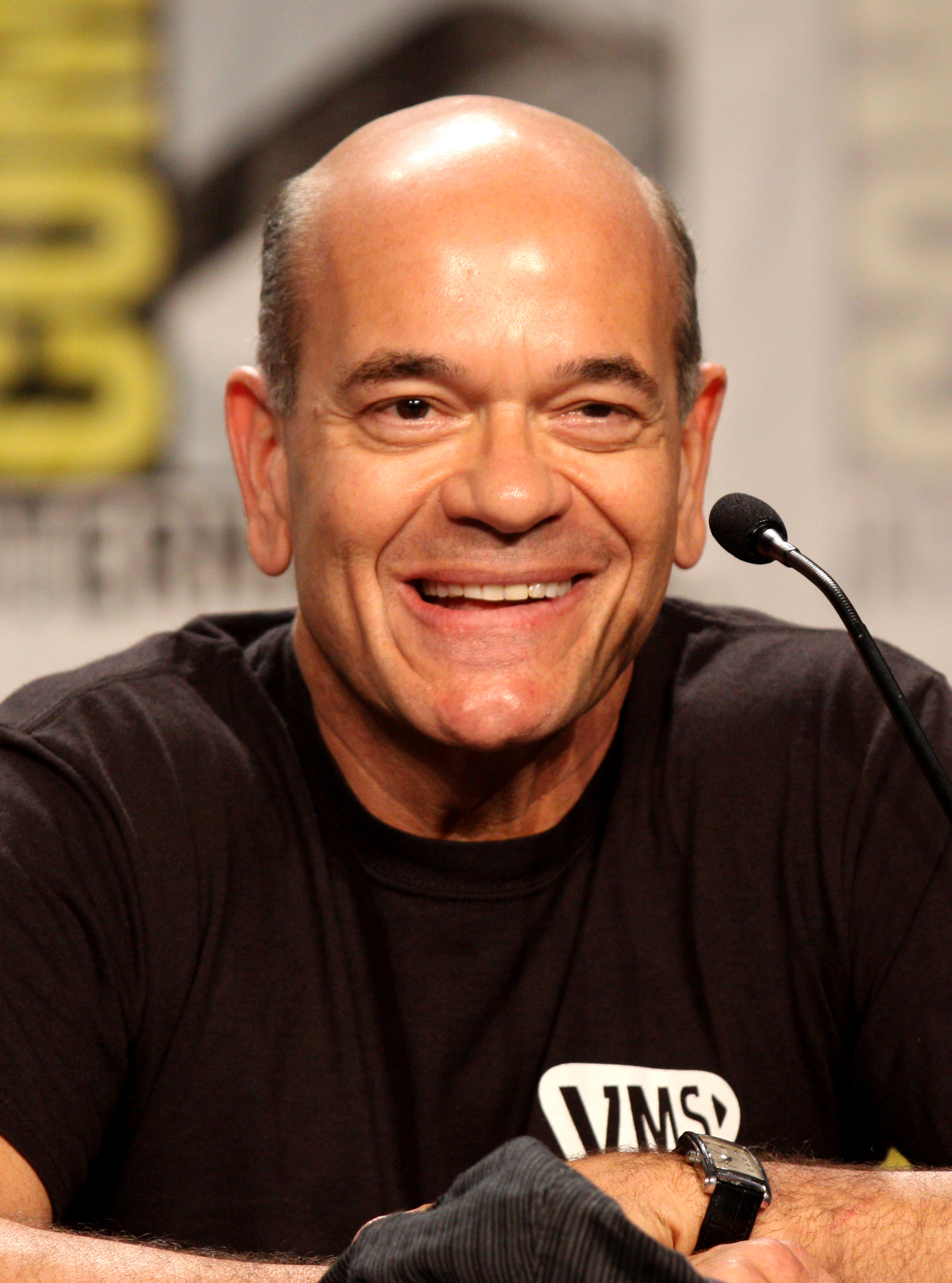
Picardo a la Convenció Internacional de Còmics de San Diego de 2011

El 2001, Picardo va aparèixer com a estrella convidada a l'episodi "Revelation" de 7 Days, on pretenia ser un viatger en el temps de set anys en el futur.
El 2007, va interpretar el director White a Ben 10: Cursa contra el temps, i va protagonitzar el llargmetratge independent del director Russ Emanuel, P.J., al costat de John Heard i Vincent Pastore. També va protagonitzar Chasing the Green de Russ Emanuel el 2008, amb William Devane, Jeremy London i Ryan Hurst.
Picardo va aparèixer en quatre episodis de E-Ring, com a pare enfurismat a Cold Case, i com a agent de policia a CSI: NY. Va ser una estrella convidada recurrent en dos episodis de la setena temporada de Smallville, i va aparèixer en un episodi de la sisena temporada de Supernatural titulat "Clap Your Hands if You Believe", com a leprechaun.
A més de la interpretació, Picardo va ser membre del Consell Assessor de la Junta Directiva de The Planetary Society des del 1999 fins al 2015. A partir del 2015, va ser elegit per formar part de la junta.
Altres moments destacats de la carrera de Picardo inclouen la seva actuació a la Mass de Leonard Bernstein durant la seva gira de debut europea, la seva actuació amb el grup de cant a cappella de la Yale University Society of Orpheus & Bachus quan era estudiant universitari i desenes d'altres programes de televisió com Our Last Days as Children.
Picardo va posar la veu a Loki al videojoc per a Xbox 360 Too Human. El 2009, va aparèixer a Pushing Daisies, Chuck i Castle, i va tenir el paper principal a la pel·lícula de thriller psicològic independent Sensored. El 2010, va tenir un cameo a l'episodi final de Persons Unknown, com a membre del consell de govern del "programa". També va posar la veu a Robert McNamara al videojoc Call of Duty: Black Ops. Va aparèixer en quatre episodis de The Mentalist del 2012 al 2013 com a Jason Cooper, un tinent del líder de la secta Bret Styles.
El maig de 2014, Cartoon Hangover va anunciar Picardo com a actor de doblatge convidat a la segona temporada de Bravest Warriors, a l'episodi "The Parasox Pub".
El 2017, Picardo va interpretar el pare del tinent Kitan, el professor Ildis Kitan, a l'episodi de la primera temporada de The Orville titulat "Firestorm", i va repetir el paper a l'episodi del 2019 "Home" juntament amb John Billingsley, que va interpretar el Doctor Phlox a Star Trek: Enterprise.
Picardo va aparèixer com ell mateix en un episodi de Schooled.

## Filmografia

### Cinema
| Any  | Títol                                  | Paper                                          | Notes                                           |
| ---- | -------------------------------------- | ---------------------------------------------- | ----------------------------------------------- |
| 1981 | Udols                                  | Eddie Quist                                    |                                                 |
| 1983 | Star 80                                | Entrevistador                                  |                                                 |
| 1983 | Get Crazy                              | O'Connell                                      |                                                 |
| 1984 | Oh, God! You Devil                     | Joe Ortiz                                      |                                                 |
| 1985 | Explorers                              | Starkiller / Wak / Wak and Neek's Father       |                                                 |
| 1985 | Legend                                 | Meg Mucklebones                                |                                                 |
| 1986 | El pare torna a estudiar               | Giorgio                                        |                                                 |
| 1987 | Munchies                               | Bob Marvalle                                   |                                                 |
| 1987 | Innerspace                             | El Cowboy                                      |                                                 |
| 1987 | Amazon Women on the Moon               | Rick Raddnitz (segment "Roast Your Loved One") |                                                 |
| 1988 | Jack's Back                            | Dr. Carlos Battera                             |                                                 |
| 1988 | Dead Heat                              | Tinent Herzog                                  |                                                 |
| 1988 | 976-EVIL                               | Mark Dark                                      |                                                 |
| 1989 | The 'Burbs                             | Escombriaire                                   |                                                 |
| 1989 | Loverboy                               | Dr. Reed Palmer                                |                                                 |
| 1990 | Desafiament total                      | Johnnycab                                      | Veu i aspecte                                   |
| 1990 | Gremlins 2: La nova generació          | Forster                                        | Nominat –Premi Saturn al millor actor secundari |
| 1991 | L.A. Story                             | Veu al telèfom                                 | Veu, sense acreditar                            |
| 1991 | Frame Up                               | Frank Govers                                   |                                                 |
| 1991 | Samantha                               | Neil Otto / Mr. Samantha                       |                                                 |
| 1991 | Motorama                               | Jerry                                          |                                                 |
| 1993 | Matinée                                | Howard                                         |                                                 |
| 1994 | Wagons East                            | Ben Wheeler                                    |                                                 |
| 1994 | The Pagemaster                         | Pirata                                         | Veu                                             |
| 1996 | Star Trek: First Contact               | Doctor hologràfic                              |                                                 |
| 1997 | Menno's Mind                           | Senador Taylor                                 |                                                 |
| 1998 | Small Soldiers                         | Ralph                                          |                                                 |
| 2000 | The Amati Girls                        | Grace's Doctor                                 |                                                 |
| 2002 | Until Morning                          | Brad Scott                                     |                                                 |
| 2003 | Looney Tunes: Back in Action           | Acme VP, Rhetorical Questions                  |                                                 |
| 2008 | Universal Signs                        | Pare Joe                                       |                                                 |
| 2009 | Chasing the Green                      | Dave Foxx                                      |                                                 |
| 2010 | Quantum Quest: A Cassini Space Odyssey | Milton                                         | Veu                                             |
| 2010 | Mega Shark Versus Crocosaurus          | Admiral Calvin                                 | Direct-to-video                                 |
| 2011 | Beethoven's Christmas Adventure        | Smirch                                         | Direct-to-video                                 |
| 2012 | Camilla Dickinson                      | Mr. Stephanowski                               |                                                 |
| 2012 | Atlas Shrugged: Part II                | Dr. Robert Stadler                             |                                                 |
| 2014 | Don't Blink                            | Man in Black                                   |                                                 |
| 2015 | Star Trek: Renegades                   | Dr. Lewis Zimmerman                            |                                                 |
| 2015 | The Meddler                            | Cos                                            |                                                 |
| 2016 | Hail, Caesar!                          | Rabbi                                          |                                                 |
| 2016 | Unbelievable!!!!!                      | Boris, Dr. Nontu Soon, Presentador dels premis |                                                 |
| 2018 | Buttons: A Christmas Tale              | Mr. Wentworth                                  |                                                 |
| 2022 | MEAD                                   | Almirall Gillette                              |                                                 |
| 2022 | Confess, Fletch                        | Comte Clementi Arbogastes De Grassi            |                                                 |
| 2024 | Space Command Redemption               | Yusef Sekander                                 |                                                 |
| TBA  | Werewolf Game                          | TBA                                            |                                                 |

### Televisió
| Any        | Títol                                   | Paper                                                     | Notes |
| ---------- | --------------------------------------- | --------------------------------------------------------- | --- |
| 1977       | Kojak                                   | Thomas Rindone                                            | 2 episodis |
| 1979       | Taxi                                    | Philip Polevoy                                            | Episodi: "Nardo Loses Her Marbles" |
| 1980       | The Dream Merchants                     | Mark Kessler                                              | 2 episodis |
| 1982       | Silver Spoons                           | Louis Morgan                                              | Episodi: "Pilot" |
| 1982–84    | Alice                                   | Freddie, Officer Maxwell                                  | 8 episodis |
| 1983       | Archie Bunker's Place                   | Larry Burnett                                             | Episodi: "Captain Video" |
| 1983       | It Takes Two                            | Chad Hunter                                               | Episodi: "Looks Bad, Feels Good" |
| 1983       | The Other Woman                         | Chuchi                                                    | Telefilm |
| 1984       | Steambath                               | Rod Tandy                                                 | 6 episodis |
| 1986       | The Golden Girls                        | Doctor Revell                                             | Episodi: "The Operation" |
| 1986       | Benson                                  | Richard Alan Tracy                                        | Episodi: "Reel Murder: Part 1" |
| 1986       | Hardcastle and McCormick                | Manny                                                     | Episodi: "Brother, Can You Spare a Crime?" |
| 1986       | Amazing Stories                         | Tony Sepulveda                                            | Episodi: "Boo!" |
| 1986       | L'Espantaocells i la Senyora King       | Randall Skylar                                            | Episodi: "Three Little Spies" |
| 1986       | Throb                                   | Todd                                                      | Episodi: "Pilot" |
| 1987       | Roses Are for the Rich                  | Durant                                                    | Telefilm |
| 1987       | 21 Jump Street                          | Ralph Buckley                                             | Episodi: "Gotta Finish the Riff" |
| 1987       | The Man Who Fell to Earth               | Agent Richard Morse                                       | Telefilm |
| 1987       | Bates Motel                             | Dr. Goodman                                               | Telefilm |
| 1987       | Private Eye                             | Eddie Rosen                                               | Episodi: "Pilot" |
| 1987       | Mr. President                           | Reinbeck                                                  | Episodi: "Armageddon Kinda Sore" |
| 1987       | St. Elsewhere                           | Eli Muzzy                                                 | Episodi: "Weigh In, Way Out" |
| 1987, 1991 | L.A. Law                                | John Dunphy                                               | 2 episodis |
| 1988–91    | The Wonder Years                        | Coach Cutlip                                              | 15 episodis Nominat—Premi Primetime Emmy al millor actor convidat en una sèrie de comèdia Nominat—Premi Viewers for Quality Television al millor actor especialitzat |
| 1988–91    | China Beach                             | Dr. Dick Richard                                          | 54 episodis Nominat —Premi Viewers for Quality Television al millor actor secundari en una sèrie dramàtica de qualitat (1990–91)                                     |
| 1989       | The Cover Girl and the Cop              | Denise's Date                                             | Telefilm |
| 1989       | Newhart                                 | Terry                                                     | Episodi: "The Little Match Girl" |
| 1992       | CBS Schoolbreak Special                 | Paul Lance                                                | Episodi: "Two Teens and a Baby" |
| 1992       | Capitol Critters                        | Veus addicionals                                          | Episodi: "The KiloWatts Riots" |
| 1992       | The Witches of Eastwick                 | Raymond Gentry                                            | Telefilm |
| 1992       | The Powers That Be                      | Larry Yablonsky                                           | Episodi: "Sophie's Big Decision" |
| 1992–93    | Dinosaurs                               | Ted, Muse, Clerk                                          | Veu, 3 episodis |
| 1993       | Batman: The Animated Series             | Eddie G.                                                  | Veu, episodi: "The Man Who Killed Batman" |
| 1993       | The Adventures of Brisco County, Jr.    | Puel                                                      | Episodi: "The Orb Scholar" |
| 1993       | Home Improvement                        | Joe Morton                                                | 2 episodis |
| 1993       | Fatal Deception: Mrs. Lee Harvey Oswald | David Lifton                                              | Telefilm |
| 1993       | Tales from the Crypt                    | Frank Bobo                                                | Episodi: "Till Death Do We Part" |
| 1994       | Revenge of the Nerds IV: Nerds in Love  | Chad Penrod                                               | Telefilm |
| 1994       | White Mile                              | Tom Horton                                                | Telefilm |
| 1994       | Rebel Highway                           | Mr. Ed Cahn                                               | Episodi: "Runaway Daughters" |
| 1995       | ER                                      | Abraham Zimble                                            | Episodi: "Days Like This" |
| 1995       | Dumb and Dumber                         | Coronel Drab, Control Tower Veus addicionals, Chief, Cook | Veu, 2 episodis |
| 1995, 1997 | What a Cartoon!                         | Pfish                                                     | Veu, 2 episodis |
| 1995–2001  | Star Trek: Voyager                      | Doctor, Dr. Lewis Zimmerman                               | 172 episodis Nominat—Premi Saturn al millor actor secundari de televisió                                                                                             |
| 1996       | The Savage Dragon                       | Veus addicionals                                          | 13 episodis |
| 1997       | Star Trek: Deep Space Nine              | Dr. Lewis Zimmerman                                       | Episodi: "Doctor Bashir, I Presume?" |
| 1997       | The Second Civil War                    | Godfrey                                                   | Telefilm |
| 1997       | Early Edition                           | Doctor                                                    | Episodi: "Faith" |
| 1998       | The Outer Limits                        | Emmet Harley                                              | Episodi: "Sarcophagus" |
| 1998       | Cow and Chicken                         | President, Narrator                                       | Veus addicionals, episodi: "101 Uses for Cow and Chicken" |
| 1999       | Ally McBeal                             | Barry Philbrick                                           | Episodi: "Love's Illusions" |
| 2000       | Buzz Lightyear of Star Command          | Professor Reddschift                                      | Veus addicionals, episodi: "First Missions" |
| 2001       | Seven Days                              | Maj. Michael McGrath                                      | Episodi: "Revelation" |
| 2001       | Frasier                                 | Charlie Koechner                                          | Episodi: "Bully for Martin" |
| 2002       | Crossing Jordan                         | Pare Bruno Casnelli                                       | Episodi: "Miracles & Wonders" |
| 2002       | The Grim Adventures of Billy & Mandy    | Cod Commando                                              | Veus addicionals, episodi: "The Pie Who Loved Me" |
| 2002       | The Practice                            | Dr. Edmunds                                               | Episodi: "Neighboring Species" |
| 2002–03    | Justice League                          | Blackhawk, Amazo                                          | Veus addicionals, 4 episodis |
| 2003       | Sabrina, the Teenage Witch              | Bob Jacobs                                                | 2 episodis |
| 2003       | The Dead Zone                           | Mitch McMurty                                             | Episodi: "The Storm" |
| 2003       | The Lyon's Den                          | Det. Nick Traub                                           | 7 episodis |
| 2004       | The West Wing                           | E. Bradford Shelton                                       | Episodi: "The Supremes" |
| 2004       | Justice League Unlimited                | Amazo                                                     | Veus addicionals, 2 episodis |
| 2004–07    | Stargate SG-1                           | Richard Woolsey                                           | 7 episodis |
| 2005       | The 4400                                | Trent Appelbaum                                           | Episodi: "Weight of the World" |
| 2005       | Masters of Horror                       | Kurt Rand                                                 | Episodi: "Homecoming" |
| 2005–06    | E-Ring                                  | Larry Kincaid                                             | 4 episodis |
| 2006       | The O.C.                                | Bill Merriam                                              | Episodi: "The Pot Stirrer" |
| 2006       | Eve                                     | Professor Dunson                                          | Episodi: "To Sir, with Mom" |
| 2006       | Ben 10                                  | Líder alien                                               | Veus addicionals, episodi: "The Big Tick" |
| 2006–09    | Stargate: Atlantis                      | Richard Woolsey                                           | 20 episodis |
| 2007       | Cold Case                               | Arthur Lennox                                             | Episodi: "Knuckle Up" |
| 2007       | The Closer                              | Mr. Sheffield                                             | Episodi: "Saving Face" |
| 2007       | CSI: NY                                 | Sheriff Benson                                            | Episodi "Boo" |
| 2007       | Women's Murder Club                     | Allen Douglas                                             | Episodi: "Grannies, Guns and Love Mints" |
| 2007       | Ben 10: Race Against Time               | Principal White                                           | Telefilm |
| 2008       | Smallville                              | Edward Teague                                             | 2 episodis |
| 2009       | Chuck                                   | Dr. Howard Busgang                                        | Episodi: "Chuck Versus the Lethal Weapon" |
| 2009       | Pushing Daisies                         | Detectiu Puget                                            | 2 episodis |
| 2009–10    | Castle                                  | Dr. Clark Murray                                          | 2 episodis |
| 2010       | Justified                               | Karl Hanselman                                            | Episodi: "The Collection" |
| 2010       | Persons Unknown                         | Silver-Haired Man                                         | Episodi: "Shadows in the Cave" |
| 2010       | Monsterwolf                             | Stark                                                     | Telefilm |
| 2010       | Supernatural                            | Wayne Whittaker Jr.                                       | Episodi: "Clap Your Hands If You Believe" |
| 2011       | No Ordinary Family                      | Vice Principal Nance                                      | Episodi: "No Ordinary Animal" |
| 2011       | Stargate Universe                       | Richard Woolsey                                           | Episodi: "Seizure" |
| 2011       | United States of Tara                   | Dr. Smolow                                                | Episodi: "Bryce Will Play" |
| 2011       | NTSF:SD:SUV                             | Damian                                                    | Episodi: "Twistin' the Night Away" |
| 2012       | Harry's Law                             | Annie's Psychiatrist                                      | Episodi: "Gorilla My Dreams" |
| 2012       | Body of Proof                           | Henry Pedroni                                             | Episodi: "Cold Blooded" |
| 2012       | Femme Fatales                           | Hieronymus Hawks                                          | Episodi: "Bad Science" |
| 2012       | Austin & Ally                           | Dr. Grant                                                 | Episodi: "Successes & Setbacks" |
| 2012–13    | The Mentalist                           | Jason Cooper                                              | 4 episodis |
| 2013       | Happy Endings                           | Mr. Logan                                                 | Episodi: "The Marry Prankster" |
| 2013       | The Client List                         | Judge Hughes                                              | Episodi: "My Main Trial Is Yet to Come" |
| 2013       | Jessie                                  | Cyril Lipton                                              | Episodi: "To Be or Not to Be Me" |
| 2013       | Hawaii Five-0                           | CIA Agent                                                 | Episodi: "Olelo Pa'a" |
| 2013       | Perception                              | A.Z. Weyland                                              | Episodi: "Alienation" |
| 2014       | Bones                                   | Dr. Lawrence Rozran                                       | Episodi: "The Heiress in the Hill" |
| 2015       | Aquarius                                | Neil Jacobs                                               | Episodi: "A Whiter Shade of Pale" |
| 2015       | Significant Mother                      | Dr. Robert Richter                                        | Episodi: "Who's Your Daddy?" |
| 2016       | Suspense                                | Arnold Keene                                              | Episodi: "The Shadow on the Screen" |
| 2016       | Lucifer                                 | Yuri                                                      | Episodi: "Lady Parts" |
| 2016       | Salem                                   | Mr. Stoughton                                             | Episodi: "Night's Black Agents" |
| 2017       | The Good Fight                          | Alan Mannheim                                             | Episodi: "First Week" |
| 2017       | Justice League Action                   | Harvey Dent / Two-Face                                    | Veus addicionals, episodi: "Double Cross" |
| 2017       | The Last Tycoon                         | Leopold Ferber                                            | Episodi: "Eine Kleine Reichmusik" |
| 2017–18    | Grey's Anatomy                          | Mr. Nelligan                                              | 2 episodis |
| 2017, 2019 | The Orville                             | Ildis Kitan                                               | 2 episodis |
| 2019       | Schooled                                | Himself                                                   | Episodi: "Money for RENT" |
| 2019       | Hot Streets                             | The Concierge                                             | Veus addicionals, episodi: "The Moon Masters" |
| 2019       | The Flash                               | Dexter Myles                                              | 2 episodis |
| 2019       | The Code                                | Col. Zugler                                               | 2 episodis |
| 2019–21    | Dickinson                               | Ithamar Conkey                                            | 10 episodis |
| 2020       | Space Command                           | Yusef Sekander                                            | 3 episodis |
| 2020       | Station 19                              | Mr. Nelligan                                              | Episodi: "Nothing Seems the Same" |
| 2020       | The Family Business                     | Bernie                                                    | 2 episodis |
| 2022       | CSI: Vegas                              | Carlo Rey                                                 | Episodi: "Burned" |
| 2022       | Mythic Quest                            | Principal Taggart                                         | Episodi: Sarian |
| 2023       | NCIS                                    | Dale Harding                                              | Episodi: "Too Many Cooks" |
| 2023       | Quantum Leap                            | Dr. Edwin Woolsey                                         | Episodi: "Leap. Die. Repeat." |
| 2023       | A Biltmore Christmas                    | Harold Balaban                                            | Telefilm |
| 2024       | Star Trek: Prodigy                      | The Doctor                                                | 17 episodis |
| 2024       | Young Sheldon                           | Professor Salzman                                         | Episodi: "A Roulette Wheel and a Piano Playing Dog" |

### Videojocs
| Any  | Títol                                    | Paper                                         | Notes                                                                            |
| ---- | ---------------------------------------- | --------------------------------------------- | -------------------------------------------------------------------------------- |
| 2000 | Star Trek: Voyager – Elite Force         | Emergency Medical Hologram                    |                                                                                  |
| 2007 | Pirates of the Caribbean: At World's End | Singapore Townsfolk                           |                                                                                  |
| 2008 | Too Human                                | Loki                                          |                                                                                  |
| 2010 | Star Trek Online                         | The Doctor                                    | [ 15 ]                                                                           |
| 2010 | Call of Duty: Black Ops                  | Robert McNamara                               | També captura de moviment                                                        |
| 2012 | Call of Duty: Black Ops II               | Erik Breighner                                | També captura de moviment                                                        |
| 2013 | Hellraid                                 | Adon                                          | Projecte iniciat el 2012, anunciat per al llançament el 2013, cancel·lat el 2015 |
| 2015 | Call of Duty: Black Ops III              | Shadowman, Sebastian Krueger, Robert McNamara | També captura de moviment de Sebastian Krueger                                   |
| 2015 | Fallout 4                                | Alan Binet, Vault-Tech Scientist              | [ 15 ]                                                                           |
| 2018 | Call of Duty: Black Ops 4                | Robert McNamara, Shadowman                    | Apareixa Blood of the Dead                                                       |

### Websperies
| Any     | Títol                                                                       | Paper                | Notes                            |
| ------- | --------------------------------------------------------------------------- | -------------------- | -------------------------------- |
| 2013    | Untitled Web Series About a Space Traveler Who Can Also Travel Through Time | Bernard              | Episodi: "Second Season Prequel" |
| 2014–18 | Bravest Warriors                                                            | Puddingtown, Eyeball | Veus addicionals, 7 episodis     |